# John Fredrik Green
John Fredrik/Frederik Green (circa 1837 – Paramaribo, 18 april 1906) was plantage-eigenaar en politicus in Suriname.
Hij was eigenaar van de plantage Killenstein en mede-beheerder van de plantage Zorg en Hoop. Green werd in 1892 door de gouverneur benoemd tot lid van de Koloniale Staten en in 1893 werd hij voor de periode van een jaar herbenoemd.
John F. Green, zoals hij ook genoemd werd, was getrouwd met Sarah Jane van Sirtema en samen kregen ze meerdere kinderen.
Hij overleed in 1906 op 68-jarige leeftijd.